# 1865 год в истории железнодорожного транспорта
1865 год в истории железнодорожного транспорта

## События
- Первая железнодорожная линия на территории Молдавии была проложена от станции Раздельная до станции Кучурган.
- В России началось строительство Поти-Тифлисской железной дороги.
- 21 апреля членами орловской Городской думы было принято решение об отводе земли под железную дорогу. Работы по строительству дороги от Серпухова до Орла начались весной 1865 года.

## Новый подвижной состав
- В России создана вагонная тележка с двойным рессорным подвешиванием конструкции К.И. Рехневского.[1]
- В Великобритании построен первый паровоз системы Ферли «Пионер».